# Campeonato Mundial de Atletismo em Pista Coberta de 2008 - Arremesso de peso masculino
A competição do arremesso de peso masculino do Campeonato Mundial de Atletismo em Pista Coberta de 2008, foi disputado no Palácio-Velódromo Luis Puig, em  Valência.

## Medalhistas
| Ouro                     | Prata             | Bronze                |
| Christian Cantwell (USA) | Reese Hoffa (USA) | Tomasz Majewski (POL) |

## Resultados

### Eliminatória
Qualificação: 20,20 m (Q) ou os 8 melhores qualificados (q). 
| Colocação | Atleta             | Nacionalidade        | Distância | Notas | Provas | Provas | Provas |
| Colocação | Atleta             | Nacionalidade        | Distância | Notas | 1      | 2      | 3      |
| --------- | ------------------ | -------------------- | --------- | ----- | ------ | ------ | ------ |
| 1         | Reese Hoffa        | Estados Unidos       | 21.49 SB  | Q     | 21.49  |        |        |
| 2         | Christian Cantwell | Estados Unidos       | 20.91     | Q     | 19.25  | 20.91  |        |
| 3         | Scott Martin       | Austrália            | 20.83 AR  | Q     | 20.12  | 19.85  | 20.83  |
| 4         | Dorian Scott       | Jamaica              | 20.62 NR  | Q     | 19.56  | 20.62  |        |
| 5         | Rutger Smith       | Países Baixos        | 20.30     | Q     | 19.96  | 19.60  | 20.30  |
| 6         | Peter Sack         | Alemanha             | 20.27     | Q     | 20.27  |        |        |
| 7         | Tomasz Majewski    | Polónia              | 20.23     | Q     | 19.89  | 20.23  |        |
| 8         | Hamza Alić         | Bósnia e Herzegovina | 20.00     |       | 19.36  | 20.00  | 19.96  |
| 9         | Pavel Sofin        | Rússia               | 19.95     |       | 19.71  | 19.95  | 19.95  |
| 10        | Miran Vodovnik     | Eslovênia            | 19.80     |       | 19.26  | 18.94  | 19.94  |
| 11        | Carl Myerscough    | Reino Unido          | 19.86 SB  |       | X      | X      | 19.86  |
| 12        | Milan Haborák      | Eslováquia           | 19.80     |       | 19.80  | X      | X      |
| 13        | Manuel Martínez    | Espanha              | 19.75 SB  |       | 19.56  | 19.64  | 19.75  |
| 14        | Dylan Armstrong    | Canadá               | 19.56     |       | 19.56  | X      | 19.03  |
| 15        | Robert Häggblom    | Finlândia            | 19.42     |       | 19.56  | X      | 19.42  |
| 16        | Yuriy Bilonoh      | Ucrânia              | 19.02     |       | 19.02  | X      | -      |
| 17        | Kim Christensen    | Dinamarca            | 18.26     |       | 17.95  | 17.87  | 18.26  |
| 18        | Ivan Emilianov     | Moldávia             | 18.16     |       | 18.16  | 18.70  | X      |
| 19        | Marco Fortes       | Portugal             | 17.96     |       | X      | 17.96  | X      |
| 20        | Chang Ming-Huang   | Taipé Chinesa        | 17.73     |       | 17.73  | X      | X      |
|           | Andrei Mikhnevich  | Bielorrússia         | 20.58     | Q     | 20.58  |        |        |

### Final
| Colocação         | Atleta             | Nacionalidade  | Distância | Provas | Provas | Provas | Provas | Provas | Provas |
| Colocação         | Atleta             | Nacionalidade  | Distância | 1      | 2      | 3      | 4      | 5      | 6      |
| ----------------- | ------------------ | -------------- | --------- | ------ | ------ | ------ | ------ | ------ | ------ |
| Medalha de ouro   | Christian Cantwell | Estados Unidos | 21.77     | 21.14  | 21.19  | 21.59  | X      | 21.77  | 21.69  |
| Medalha de prata  | Reese Hoffa        | Estados Unidos | 21.20     | 20.31  | 21.20  | 20.74  | X      | X      | X      |
| Medalha de bronze | Tomasz Majewski    | Polónia        | 20.93 NR  | X      | 20.78  | 20.93  | X      | X      | X      |
| 4                 | Rutger Smith       | Países Baixos  | 20.78     | 20.75  | 20.78  | X      | X      | X      | X      |
| 5                 | Dorian Scott       | Jamaica        | 20.29     | 20.03  | 20.12  | 20.05  | X      | 20.29  | X      |
| 6                 | Scott Martin       | Austrália      | 20.13     | 18.96  | 20.13  | X      | X      | X      | 19.54  |
| 7                 | Peter Sack         | Alemanha       | 20.05     | 19.95  | 19.94  | 19.67  | 19.96  | 20.05  | X      |
|                   | Andrei Mikhnevich  | Bielorrússia   | 20.82 SB  | 20.58  | 20.66  | X      | 20.39  | 20.60  | 20.82  |

Legenda
| Recorde mundial       | Recorde mundial (World record)               |                       | Recorde africano                      | Recorde africano (African) |                                           | Q | Classificado por posição (Qualified) |
| Recorde do campeonato | Recorde do campeonato (Championship record)  | Recorde da América    | Recorde da América (Americas)         | q                          | Classificado por melhor tempo (Qualified) |   |                                      |
| Melhor marca do ano   | Melhor marca do ano (World leading)          | Recorde asiático      | Recorde asiático (Asian)              | DNS                        | Não largou (Did not start)                |   |                                      |
| Recorde nacional      | Recorde nacional (National record)           | Recorde europeu       | Recorde europeu (European)            | DNF                        | Não terminou (Did not finish)             |   |                                      |
| Recorde pessoal       | Recorde pessoal do atleta (Personal best)    | Recorde da Oceania    | Recorde da Oceania (Oceania)          | DSQ / DQ                   | Desclassificado (Disqualified)            |   |                                      |
| Recorde da temporada  | Recorde da temporada do atleta (Season best) | Recorde sul-americano | Recorde sul-americano (South America) | NM                         | Sem marca (No mark)                       |   |                                      |